# St. James (Minnesota)
St. James – miasto w Stanach Zjednoczonych, w stanie Minnesota, siedziba administracyjna hrabstwa Watonwan.